# Catedral de la Magdalena (Salt Lake City)
La catedral de la Magdalena (en inglés: Cathedral of the Madeleine) es la catedral de la diócesis de Salt Lake City. Está localizada en Salt Lake City, Utah. Es la sede del obispo de Salt Lake City.

## Historia
La catedral fue construida bajo la dirección de Lawrence Scanlan, el primer obispo de Salt Lake. Fue diseñada por los arquitectos Carl M. Neuhausen y Bernard O. Mecklenburg. El exterior es predominantemente de estilo neorrománico, mientras que el interior tiende ser más hacia lo neogótico. La construcción comenzó en 1900 y fue terminada en 1909. Fue dedicada por el cardenal arzobispo James Gibbons de la arquidiócesis de Baltimore.
El interior de la catedral fue creada bajo la dirección de Joseph Sarsfield Glass, el segundo obispo de Salt Lake. La vidriería fue hecha por John Theodore Comes, uno de los arquitectos más prominentes del país, para decorar interiores de catedrales. Sus planes para el interior se basaron en gran medida del estilo gótico español. Los coloridos murales y los policromados se añadieron en esta época, al igual que los templos ornamentados.
En la década de 1970, el exterior del edificio fue restaurado, y entre 1991 y 1993, el interior de la catedral fue renovado y restaurado, bajo el obispo William K. Weigand. Esto incluía no sólo la eliminación de polvo y la suciedad y la restauración del interior, sino también cambios en los elementos litúrgicos de la catedral para ponerlas en conformidad con ciertos cambios generalizados en la práctica litúrgica que se desarrollaron después del Concilio Vaticano II. Esto incluyó la construcción de un nuevo altar, moviendo la silla del obispo, proporcionando una capilla separada para el Santísimo Sacramento, y la adición de una pila bautismal más amplia. La recaudación de fondos para dos proyectos de restauración fue dirigida por el editor de The Salt Lake Tribune John W. Gallivan.